# Maurilia iconicoides
Maurilia iconicoides är en fjärilsart som beskrevs av Embrik Strand 1915. Maurilia iconicoides ingår i släktet Maurilia och familjen trågspinnare. Inga underarter finns listade i Catalogue of Life.